# Angela Brodtka
Angela Brodtka, verh. Hennig, (* 15. Januar 1981 in Wilhelm-Pieck-Stadt Guben) ist eine ehemalige deutsche Radrennfahrerin.

## Sportliche Laufbahn
2001 wurde Angela Brodtka Vize-Europameisterin im Straßenrennen (U23), im Jahr darauf gewann sie die Rad-Bundesliga. 2005 gewann sie den Sparkassen Giro in Bochum. 2005 sowie 2007 wurde sie Dritte der Deutschen Straßenmeisterschaft. Bei der Internationalen Deutschen Meisterschaft im gleichen Jahr, einer Serie von sechs Rennen, wurde sie Achte.
Brodtka erreichte zahlreiche Podiumsplätze sowie Etappensiege bei Rennen des Rad-Weltcups der Frauen. 2004 siegte sie beim Grand Prix Castilla y Leon und belegte im Weltcup Rang drei. Im selben Jahr musste sie beim Straßenrennen der Olympischen Spiele 2004 in Athen nach einem Sturz aufgeben. Ab 2010 fuhr Angela Hennig für das Noris Cycling Team. Beim Weltcup-Rennen „Tour of Chongming Island“ belegte sie im April 2010 den vierten Platz.
2009 erlangte die Polizeihauptmeisterin ihren A-Trainerschein sowie die Lizenz als Sportliche Leiterin und engagierte sich beim RSC Cottbus. Nach den Deutschen Straßenmeisterschaften 2010, bei denen sie den fünften Platz im Einzelrennen belegte, beendete Brodtka, die jahrelang unter chronischen gesundheitlichen Problemen gelitten hatte, ihre aktive Radsportlaufbahn. Sie engagiert sich im Präsidium des Brandenburgischen Radsportverbandes (Stand 2022).

## Erfolge
2001
- U23-Europameisterschaft – Straßenrennen

2002
- eine Etappe Internationale Thüringen-Rundfahrt der Frauen

2003
- eine Etappe Tour de l’Aude Cycliste Féminin
- eine Etappe Holland Ladies Tour

2004
- Gran Premio Castilla y Leon
- eine Etappe Tour de l’Aude Cycliste Féminin
- eine Etappe Giro d’Italia Femminile
- eine Etappe Holland Ladies Tour
- eine Etappe Giro della Toscana Femminile

2005
- eine Etappe Internationale Thüringen-Rundfahrt der Frauen
- Sparkassen Giro Bochum

2006
- eine Etappe Internationale Thüringen-Rundfahrt der Frauen

2007
- zwei Etappen Tour de Feminin – Krásná Lípa

2008
- Gesamtwertung und eine Etappe Tour de Feminin – Krásná Lípa
- eine Etappe Internationale Thüringen-Rundfahrt der Frauen

2009
- zwei Etappen Tour Cycliste Féminin International de l’Ardèche